# Ella Cinders
Ella Cinders è una serie a fumetti americana a strisce giornaliere ideata da Bill Conselman e dal disegnatore Charles Plumb.

## Storia editoriale
Venne distribuita dalla United Feature Syndicate dal primo giugno 1925 in formato a strisce e le tavole domenicali esordirono due anni dopo. Venne interrotta nel 1961.

## Altri media
Ne venne realizzata una trasposizione cinematografica nel 1926, Ella Cinders, diretta da Alfred E. Green con Colleen Moore.

## Galleria d'immagini

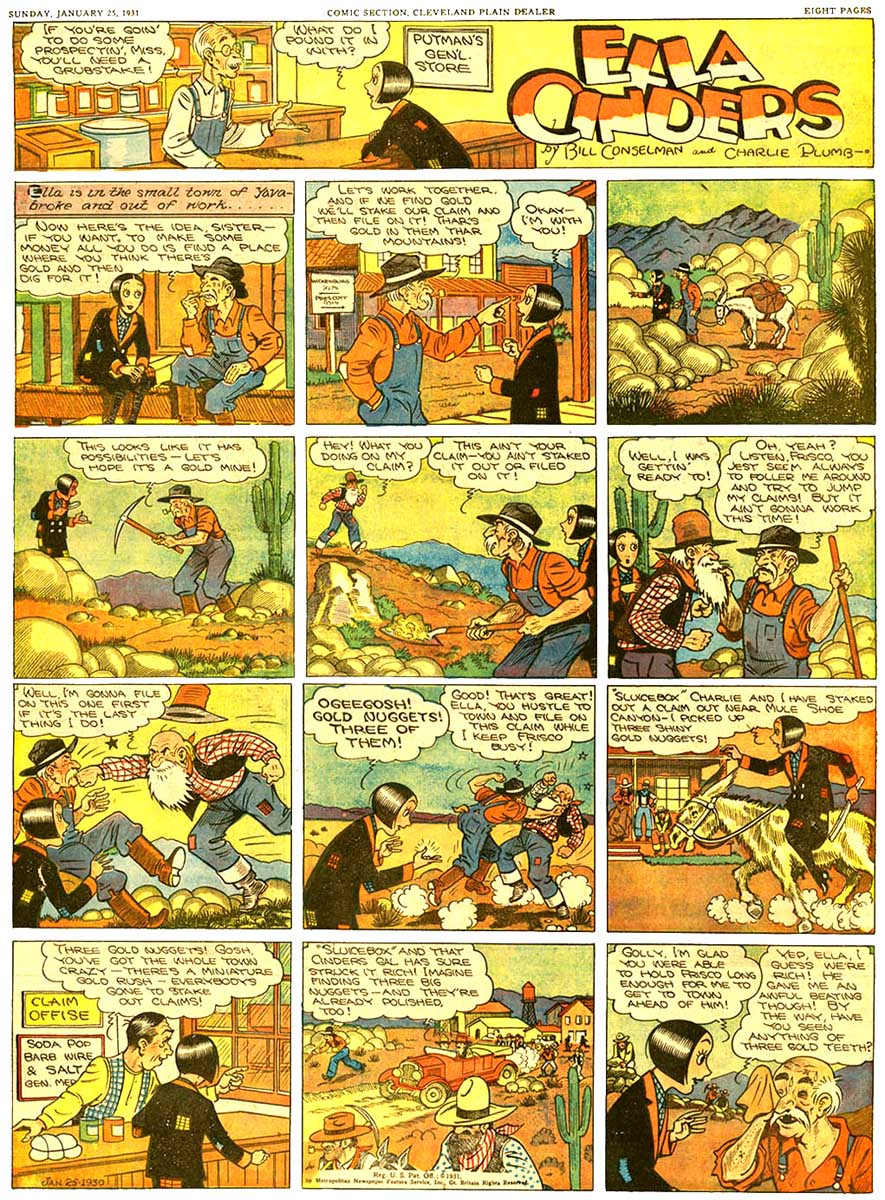
Tavola di Ella Cinders realizzata da Bill Conselman e Charles Plumb's  (25 gennaio 1931).
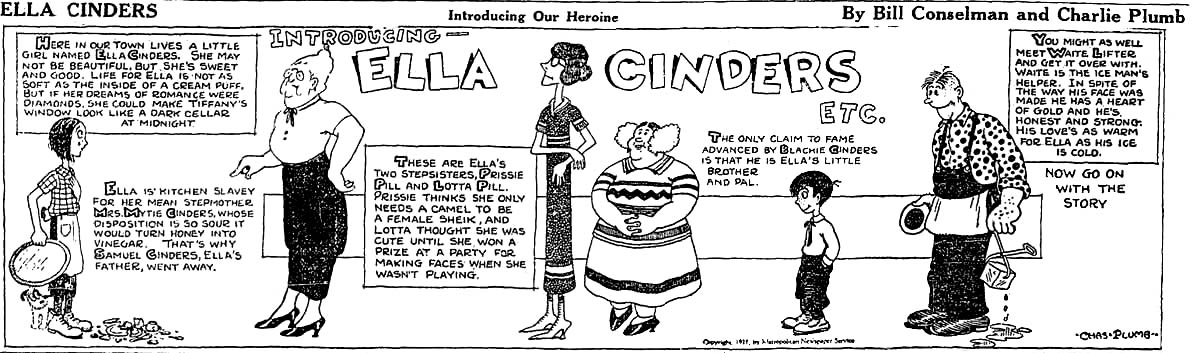
I personaggi vennero introdotti nella prima striscia della serie pubblicata il primo giugno 1925.